# Чоканешти (Сучава)
Чоканешти (рум. Ciocănești) насеље је у Румунији у округу Сучава у општини Чоканешти. Oпштина се налази на надморској висини од 853 m.

## Становништво
Према подацима из 2002. године у насељу је живело 1110 становника, од којих су сви румунске националности.